# Sân bay LaGuardia
Sân bay LaGuardia (IATA: LGA, ICAO: KLGA, LID FAA: LGA) (/[invalid input: 'icon']ləˈɡwɑːrdiə/) là một sân bay nằm ở phía bắc quận Queens trên đảo Long Island phục vụ Thành phố New York, tiểu bang New York, Hoa Kỳ. Đây là một trong những sân bay chính của Thành phố New York và là một trong những sân bay lớn và bận rộn nhất ở Hoa Kỳ. Năm 2010, sân bay này đã phục vụ tới 23,9 triệu lượt hành khách, xếp thứ 3 về số lượt khách thông qua.
Sân bay LaGuardia nằm trên bờ của vịnh Flushing, vịnh Bowery và biên giới các khu vực lân cận với Astoria, Jackson Heights và East Elmhurst. Sân bay ban đầu được đặt tên là sân bay Glenn H. Curtiss theo tên người tiên phong hàng không Glenn Hammond Curtiss. sau đó đổi tên thành sân bay North Beach, tên chính thức sau khi Thành phố New York tiếp quản và xây dựng lại là sân bay New York Municipal Airport-LaGuardia Field, cho đến năm 1953 sân bay được đặt tên lại chỉ là: "sân bay LaGuardia" theo tên của ông Fiorello La Guardia, thị trưởng New York (từ năm 1934 - 1945) thời gian sân bay bắt đầu được xây dựng. Trong năm 1960, sân bay này được bình chọn là "sân bay lớn nhất trên thế giới" bởi cộng đồng hàng không trên toàn thế giới. Sân bay này được điều hành bởi Cơ quan Cảng vụ New York và New Jersey.
LaGuardia là sân bay nhỏ nhất trong ba sân bay chính thương mại của vùng đô thị New York, hai trong số đó là sân bay quốc tế John F. Kennedy ở miền nam quận Queens và sân bay quốc tế Newark Liberty ở Newark, New Jersey, và nằm gần Manhattan nhất trong ba sân bay kể trên. Nó là lớn hơn so với các sân bay gần đó thay thế sân bay Long Island MacArthur ở quận Suffolk, và sân bay quận Westchester ở quận Westchester, và sân bay quốc tế Stewart ở Newburgh, New York. La Guardia là phổ biến vì vị trí trung tâm của nó và gần với Manhattan. Mặc dù kích thước nhỏ của sân bay, rộng, thân máy bay một lần đến sân bay này thường xuyên; McDonnell Douglas DC-10 và Lockheed L-1011 were specifically designed for use at La Guardia. được đặc biệt thiết kế để sử dụng tại La Guardia. Từ năm 2000 - 2005, Delta hoạt động 767-400ER với 285 chỗ ngồi. Ngày nay, có không có các chuyến bay thân rộng dự kiến, mặc dù đôi khi Delta Air Lines quay một chiếc Boeing 767-300 trong một trong các chuyến bay Atlanta của nó. Sân bay này phục vụ như một thành phố tập trung cho American Airlines, American Eagle và US Airways Express.

## Hãng hàng không và điểm đến bay
Jazz Air |Montréal-Trudeau, Toronto-Pearson, Ottawa | Central-A
| American Airlines | Chicago-O'Hare, Dallas/Fort Worth, Miami, St. Louis 
 Theo mùa: Eagle/Vail | Central-D
| American Eagle | Atlanta, Boston [chấm dứt vào ngày 6/11/2011], Charleston (WV), Charlotte, Cleveland, Columbus (OH), Detroit, Fayetteville (AR), Minneapolis/St. Paul, Montréal-Trudeau, Nashville, Raleigh/Durham, Toronto-Pearson 
 Theo mùa: Traverse City | Central-C
| Delta Air Lines | Atlanta, Cincinnati/Northern Kentucky, Detroit, Fort Lauderdale, Fort Myers, Jacksonville (FL), Memphis, Minneapolis/St. Paul, New Orleans, Orlando, Tampa, West Palm Beach 
 Seasonal: Aruba | Delta
| Delta Connection cung ứng bởi 
| Delta Connection cung ứng bởi 
Comair | Birmingham (AL), Charleston (SC), Cincinnati/Northern Kentucky, Columbus (OH), Grand Rapids, Indianapolis, Jacksonville (FL), Kansas City, Madison, Minneapolis/St. Paul, Nashville, Omaha, Portland (ME), Raleigh/Durham, Savannah, St. Louis 
 Theo mùa: Traverse City | Delta
| Delta Connection cung ứng bởi 
Compass Airlines | Fort Myers, Kansas City, Minneapolis/St. Paul, Nashville, Omaha, Raleigh/Durham, Tampa | Delta
| Delta Connection cung ứng bởi 
Pinnacle Airlines | Knoxville, Portland (ME), Savannah | Delta
| Delta Connection cung ứng bởi 
Shuttle America | Bangor, Columbus (OH), Fort Myers, Indianapolis, Jacksonville (FL), Kansas City, Nashville, Portland (ME), Raleigh/Durham, St. Louis 
| Frontier Airlines | Denver, Kansas City, Milwaukee | Central-B
| Frontier Airlines cung ứng bởi 
Republic Airlines | Kansas City | Central-B
| JetBlue Airways | Fort Lauderdale, Orlando, West Palm Beach | Central-A/B
| Southwest Airlines | Baltimore, Chicago-Midway | Central-B
| Spirit Airlines | Chicago-O'Hare, Detroit, Fort Lauderdale, Myrtle Beach | Central-B
| United Airlines | Chicago-O'Hare, Denver | Central-C
| United Express cung ứng bởi 
Atlantic Southeast Airlines | Washington-Dulles | Central-C
| United Express cung ứng bởi 
ExpressJet Airlines | Washington-Dulles | Central-C
| United Express cung ứng bởi 
Mesa Airlines | Washington-Dulles | Central-C
| United Express cung ứng bởi 
Shuttle America | Chicago-O'Hare, Washington-Dulles | Central-C
| United Express cung ứng bởi 
SkyWest Airlines | Washington-Dulles [bắt đầu 6/11/2011] | Central-C
| US Airways | Boston, Charlotte, Philadelphia, Washington-National 
 Theo mùa: Nassau